# Gillgau

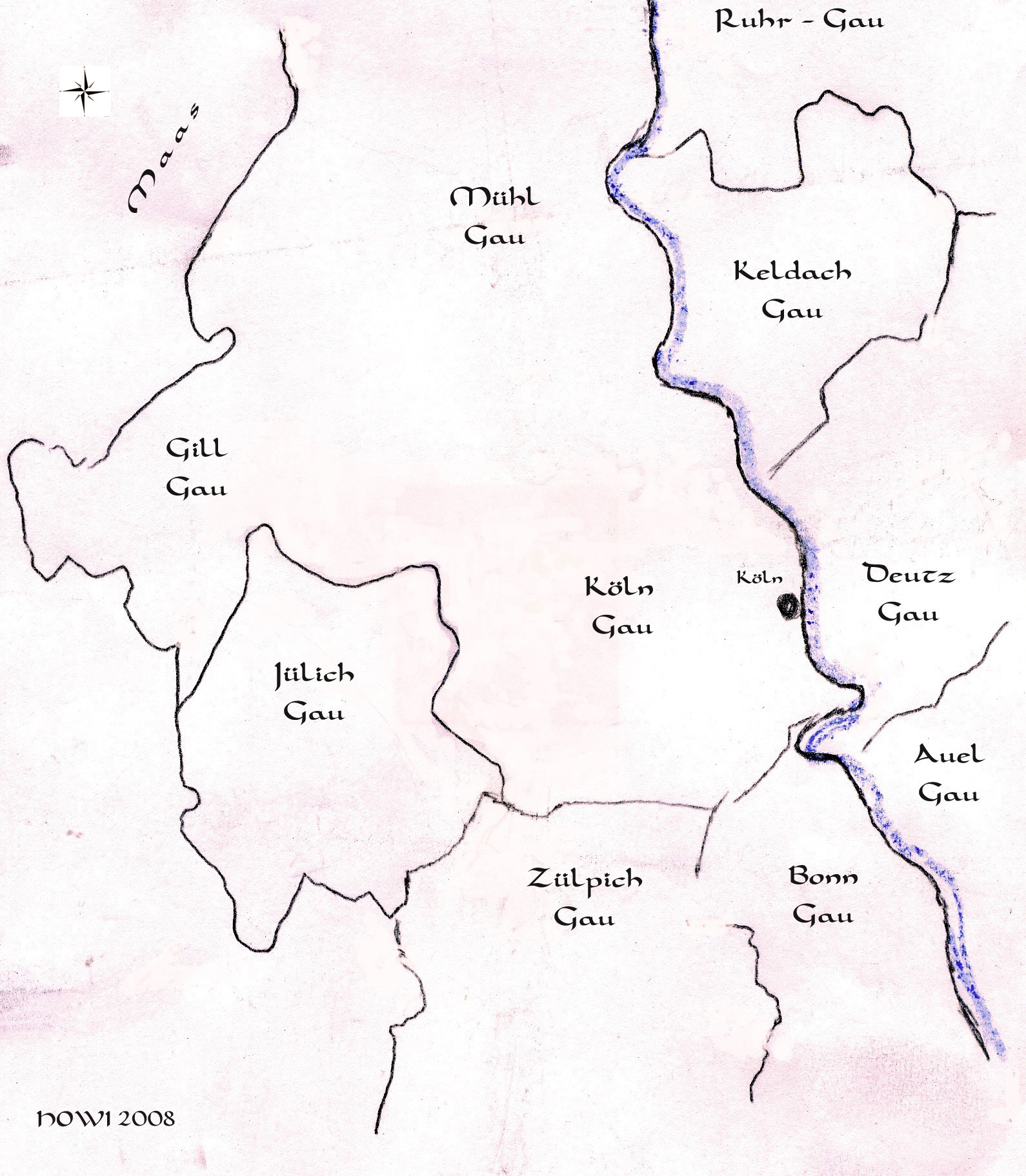
Köln und seine Nachbargaue (Grenzen zu Gillgau (linker Kartenrand) ist unklar; Keldachgau falsch dargestellt)

Der Gillgau (oder Gilgau) war eine mittelalterliche fränkische Gaugrafschaft am Niederrhein.
Beim Gillgau handelt es sich um das Gebiet nordwestlich von Köln zwischen Rhein und Erft. Der Gillgau leitet sich vom Gillbach ab, der diesem Gau seinen Namen gegeben hat. Er grenzte an dem Nievenheimer Gau bzw. Neusser Gau und gehörte im frühen Mittelalter (um 800) zu diesen.
In der Vergangenheit wurde der Gillgau fälschlicherweise von Wirtz (1913/14) mit dem ebenfalls linksrheinischen, aber weiter nördlich liegenden Keldachgau, eigentlich Gilde- oder Keldagau, gleichgesetzt. Dem widersprachen Ewig (1954), Rotthoff (1974) und Nonn (1983).